# Patrick Flynn
Patrick J. Flynn (ur. 17 grudnia 1894 w Bandon, w Irlandii, zm. 5 stycznia 1969 w Jamaica, w stanie Nowy Jork) – amerykański lekkoatleta (długodystansowiec), wicemistrz olimpijski z 1920.
Urodził się w Irlandii, ale wyemigrował do Stanów Zjednoczonych. W 1919 był drugi w mistrzostwach USA (AAU) w biegu na 2 mile z przeszkodami, a w 1920 zwyciężył w biegu na 3000 metrów z przeszkodami. Jego wynik 9:58,2 był rekordem Stanów Zjednoczonych.
Na igrzyskach olimpijskich w 1920 w Antwerpii zdobył srebrny medal w rozgrywanym po raz pierwszy biegu na 3000 metrów z przeszkodami, za Percym Hodge'em z Wielkiej Brytanii, a przed Ernesto Ambrosinim z Włoch. Przewrócił się w rowie z wodą i ukończył bieg ok. 100 metrów za zwycięzcą. Flynn startował również w biegu przełajowym, w którym zajął 9. miejsce, a drużyna amerykańska została sklasyfikowana na 4. pozycji.